# Ulrike Röttger
Ulrike Röttger (* 1966 in Kamen) ist eine deutsche Kommunikationswissenschaftlerin. Seit 2003 ist sie Professorin für Public Relations am Institut für Kommunikationswissenschaft der Westfälischen Wilhelms-Universität in Münster. Im Mai 2008 wurde sie zur Vorsitzenden der Deutschen Gesellschaft für Publizistik und Kommunikationswissenschaft gewählt.

## Biographie
Ulrike Röttger studierte Journalistik an der Technischen Universität Dortmund. Danach war Röttger von 1993 bis 1994 Mitarbeiterin einer Agentur für Kommunikationsberatung und PR in Bochum und wissenschaftliche Mitarbeiterin an verschiedenen Instituten. 1999 wurde sie mit der Arbeit "Public Relations – Institut und Profession" promoviert. Seit 2003 ist sie Professorin in Münster.
Ihre Schwerpunkte in Forschung und Lehre sind:
- Public Relations, insbesondere Hochschul-PR
- CSR-Kommunikation
- Kampagnenkommunikation
- Issues Management
- Interne Kommunikation
- Online-PR/Weblogs
- Kommunikationsberatung
- Kommunikatorforschung

## Public Relations
Von einer Modellierung von Öffentlichkeitsarbeit als gesellschaftliches Teilsystem distanziert Röttgers sich, da sie in Frage stellt, ob die Public Relations überhaupt als autonomes autopoietisches System im Sinne der Systemtheorie angesehen werden können. In ihren Augen unterscheidet sich PR je nach Auftraggeber zu stark, um eine Primärfunktion auszumachen, welche ausschließlich von der PR für die Gesellschaft erbracht wird bzw. um so eine Leitdifferenz zu finden.
Die Autonomie der PR als Teilsystem sei fragwürdig, da sie ihre Entscheidungsstandards und -strukturen nicht unbedingt selbst entwickelt. Durch den systemtheoretischen Standpunkt seien Beobachtungen über Public Relations außerdem sehr schwer zu operationalisieren.
Röttger hat sich insbesondere damit beschäftigt, wie Public Relations unter Rückgriff auf strukturationstheoretische Ansätze (Giddens 1984; 1997) theoretisch fundiert und empirisch analysiert werden kann (Röttger 2000; Jarren/Röttger 2004).
Der Strukturationstheoretisch begründete Ansatz der PR nach Jarren und Röttger unterscheidet mehrere Funktionen der PR:
- Interpenetration: PR verkoppelt die Organisation mit strategisch relevanten Umweltsystemen durch das Etablieren von Interpenetrationszonen.
- Steuerung: Kontextsteuerung von Umweltsystemen u. a. durch Kommunikation und Steuerungsressourcen.
- Reflexierung: Einspeisung von zur Legitimation relevanter Fremdbeschreibungen in das Organisationssystem durch systematische Umweltbeobachtungen